# ヘザー・アーミテージ
ヘザー・アーミテージ (Heather Joy Armitage、1933年3月17日- )は、イギリスの陸上競技選手。1956年メルボルンオリンピックの銀メダリストである。

## 経歴
アーミテージは、1952年ヘルシンキオリンピックの4×100mリレーに出場し、シルビア・チーズマン、ジーン・デスフォルゲ、ジューン・フォールズとともにイギリスの銅メダル獲得に貢献した。2年後の1954年のヨーロッパ選手権では100mに出場し、6位に終わったものの、同年のコモンウェルスゲームズの4×110ydリレーでは、イングランド代表として銀メダルを獲得した。
1956年にはメルボルンオリンピックに出場。4×100mリレーでは、前回もリレーメンバーであったフォールズと、アン・パシュリー、ジーン・スクリヴンズとともに、地元のオーストラリアに次いで銀メダルを獲得した。
1958年のカーディフで行われたコモンウェルスゲームズでは、100ydで銀メダル。220ydで銅メダル。そして4×110ydでは金メダルと、3個のメダルを獲得した。さらに翌月行われたヨーロッパ選手権でも100mで金メダルを獲得した。

## 主な実績
| 年   | 大会                   | 場所                         | 種目          | 結果 | 記録   |
| ---- | ---------------------- | ---------------------------- | ------------- | ---- | ------ |
| 1952 | オリンピック           | ヘルシンキ(フィンランド)     | 4×100mリレー  | 3位  | 46秒2  |
| 1954 | コモンウェルスゲームズ | バンクーバー(カナダ)         | 4×110ydリレー | 2位  | 46秒9  |
| 1956 | オリンピック           | メルボルン(オーストラリア)   | 100m          | 6位  | 12秒0  |
| 1956 | オリンピック           | メルボルン(オーストラリア)   | 4×100mリレー  | 2位  | 44秒7  |
| 1958 | コモンウェルスゲームズ | カーディフ(ウェールズ)       | 100yd         | 2位  | 10秒73 |
| 1958 | コモンウェルスゲームズ | カーディフ(ウェールズ)       | 220yd         | 3位  | 23秒90 |
| 1958 | コモンウェルスゲームズ | カーディフ(ウェールズ)       | 4×110ydリレー | 1位  | 45秒37 |
| 1958 | ヨーロッパ陸上選手権   | ストックホルム(スウェーデン) | 100m          | 1位  | 11秒7  |